# Tove Fraurud
Tove Maria Fraurud, född 19 augusti 1980 i Kista församling, Stockholm, är en svensk politiker och vänsterpartist. Hon var mellan 2010 och 2014 ledamot av landstingsfullmäktige i Uppsala län. Hon var förbundsordförande för Ung Vänster 2004–2005.

## Biografi
Fraurud föddes i Akalla i nordvästra Stockholm. Hon gick med i Ung Vänster 1997 och valdes till förbundsordförande på en extrainsatt kongress i Strömsund i Jämtland den 9–10 april 2004 efter den avgående Ali Esbati. Kongressen hölls med anledning av att Esbati och den tidigare ledningen påtalat inre politiska och organisatoriska konflikter, trakasserier och fraktionsbildning inom förbundet.
I en intervju i Flamman den 8 september 2005 meddelade Fraurud att hon inte tänkte ställa upp till omval på Ung Vänsters kongress i oktober samma år. Hon uppgav personliga skäl till beslutet samt att hon inte lyckats lösa de interna konflikterna inom förbundet . Hon efterträddes av Ida Gabrielsson.